# 1260

## Esdeveniments

### Països catalans
- Barcelona: neix el primer Consolat de Mar, organisme del dret marítim català; queda instal·lat a la ciutat.

### Altres

#### Europa
- 12 de juliol - Es lliura la batalla de Kressenbrunn. El rei Ottokar II de Bohèmia captura el ducat d'Estíria del rei Béla IV d'Hongria.

- 4 de setembre - Es lliura la batalla de Montaperti entre güelfs i gibel·lins.
- 24 d'octubre - Es consagra la catedral de Nostra Senyora de Chartres davant la presència del rei Lluís XI de França.
- Una de les possible dates anunciades per a la fi del món o apocalipsi per Joaquim de Fiore.
- Nicola Pisano esculpeix el púlpit del baptisteri de Pisa.

#### Àsia
- Final del regnat de l'Emperador Go-Fukakusa al Japó. Kameyama és proclamat emperador.
- 3 de setembre - els mongols són derrotats pels mamelucs en la batalla d'Ayn Djalut

## Naixements
- Pagan: 2 d'agost - Kiawaswa, darrer governant del regne (m. 1299)